# دومينغو ريفيرو
دومينغو ريفيرو (بالإسبانية: Domingo Rivero)‏ هو كاتب إسباني، ولد في 23 مارس 1852 في أروكاس في إسبانيا، وتوفي في 8 سبتمبر 1929 في لاس بالماس دي غران كناريا في إسبانيا.